# 小花苹婆
小花苹婆（学名：Sterculia micrantha）是梧桐科苹婆属的植物，是中国的特有植物。分布于中国大陆的云南等地，生长于海拔1,400米的地区，多生于疏林中，目前尚未由人工引种栽培。